# Polyporus annulatus
Polyporus annulatus är en svampart som beskrevs av Jungh. 1838. Polyporus annulatus ingår i släktet Polyporus och familjen Polyporaceae.   Inga underarter finns listade i Catalogue of Life.